# Macropygia emiliana
Macropygia emiliana là một loài chim trong họ Columbidae.